# Map of the Soul: 7
Map of the Soul: 7 là album phòng thu tiếng Hàn thứ tư của nhóm nhạc nam Hàn Quốc BTS. Album được phát hành vào ngày 21 tháng 2 năm 2020 bởi Big Hit Entertainment. Đây là phần tiếp theo của mini album năm 2019 của họ Map of the Soul: Persona, với 5  bài hát của nó xuất hiện trong album. Được BTS miêu tả là "mang đậm dấu ấn cá nhân", album chịu ảnh hưởng bởi hành trình và sự trưởng thành của nhóm trong 7 năm kể từ khi ra mắt. Map of the Soul: 7 được mô tả là một album nhạc pop, R&B và hip hop có âm hưởng từ các thể loại đương đại như rock, trap và EDM. Về mặt ca từ, nó đề cập đến các chủ đề phản ánh, nội tâm và chấp nhận bản thân.
Đối với album, BTS đã làm việc với Halsey, Ed Sheeran, Troye Sivan và Sia. Album chủ yếu được sản xuất bởi Pdogg, ngoài ra còn có Suga, Jimin, Fred Gibson, Hiss Noise, El Capitxn, Supreme Boi và Arcades, cùng những người khác. Khi phát hành, Map of the Soul: 7 đã nhận được sự hoan nghênh của giới phê bình, với lời khen ngợi hướng tới câu chuyện phản ánh của album và sản xuất khi kết hợp album với nhiều phong cách âm nhạc khác nhau.
Map of the Soul: 7 là một thành công lớn về mặt thương mại. Album đạt vị trí số 1 trên các bảng xếp hạng tại hơn 20 quốc gia, bao gồm Úc, Canada, Pháp, Đức, Ireland, Nhật Bản, New Zealand, Tây Ban Nha và Vương quốc Anh. Tại Hoa Kỳ, Map of the Soul: 7 ra mắt ở vị trí quán quân trên bảng xếp hạng Billboard 200 với 422,000 đơn vị album tương đương (bao gồm 347,000 doanh số) trong tuần đầu tiên ra mắt. Nó đã trở thành album thứ tư liên tiếp của BTS đứng đầu bảng xếp hạng tại Hoa Kỳ. Với điều này, BTS đã trở thành nhóm nhạc châu Á đầu tiên đứng đầu bảng xếp hạng tại tất cả 5 thị trường âm nhạc hàng đầu thế giới. Trong vòng chưa đầy chín ngày phát hành, album đã bán được hơn 4,1 triệu bản lần đầu tiên trong lịch sử của Gaon Album Chart, lập kỷ lục Guinness thế giới cho album bán chạy nhất tại Hàn Quốc và được chứng nhận quadruple million bởi Hiệp hội Nội dung Âm nhạc Hàn Quốc (KMCA). Nó đã được chứng nhận Bạch kim bởi Hiệp hội Công nghiệp Ghi âm Hoa Kỳ (RIAA) và Hiệp hội Công nghiệp Ghi âm Nhật Bản (RIAJ) và giành được chứng nhận Vàng ở 7 quốc gia khác.
Album được hỗ trợ bởi 2 đĩa đơn, cả hai đều ra mắt trên Billboard Hot 100 của Hoa Kỳ,  "Black Swan" ra mắt và đạt vị trí số 57, trong khi "On" đạt vị trí số 4, trở thành bản hit đầu tiên của nhóm trên bảng xếp hạng. Map of the Soul: 7 chiến thắng giải Album của năm tại  Genie Music Awards năm 2020, Mnet Asian Music Awards năm 2020, Melon Music Awards năm 2020 và People's Choice Awards lần thứ 46, trong khi "On" giành được giải Pop xuất sắc nhất, Biên đạo xuất sắc nhất và K-pop xuất sắc nhất tại MTV Video Music Awards năm 2020. Nhóm đã quảng bá album bằng các buổi biểu diễn trực tiếp trên chương trình truyền hình The Late Late Show with James Corden và The Tonight Show Starring Jimmy Fallon và các chương trình âm nhạc khác nhau của Hàn Quốc, bao gồm M Countdown, Music Bank và Inkigayo. Nhóm cũng đã công bố chuyến lưu diễn vòng quanh thế giới thứ tư, Map of the Soul Tour.

## Bối cảnh
| “                                                                              | Có rất nhiều thứ không được dự định xa như sự nghiệp của chúng tôi. Chúng tôi không biết mình sẽ đạt được vị trí như thế này. [...] Một ngày nọ, chúng tôi thức dậy và tự hỏi, 'Chúng tôi đang ở đâu?' Khi bạn không biết phải đi đâu, tôi nghĩ cách tốt nhất là đi theo con đường mà bạn đang đi. Vì vậy, khởi động lại [các bài hát] là cách tốt nhất để tìm hiểu lại bản thân và tự tìm ra bản thân mình một lần nữa: Chúng ta đang ở đâu? Chúng ta đang làm gì? Chúng ta trong quá khứ là ai? Và [chúng ta] bây giờ là ai? Đó là cách nó đã xảy ra." | ” |
| — RM chia sẻ về những điều đã truyền cảm hứng cho Map of the Soul: 7, Variety. | |   |

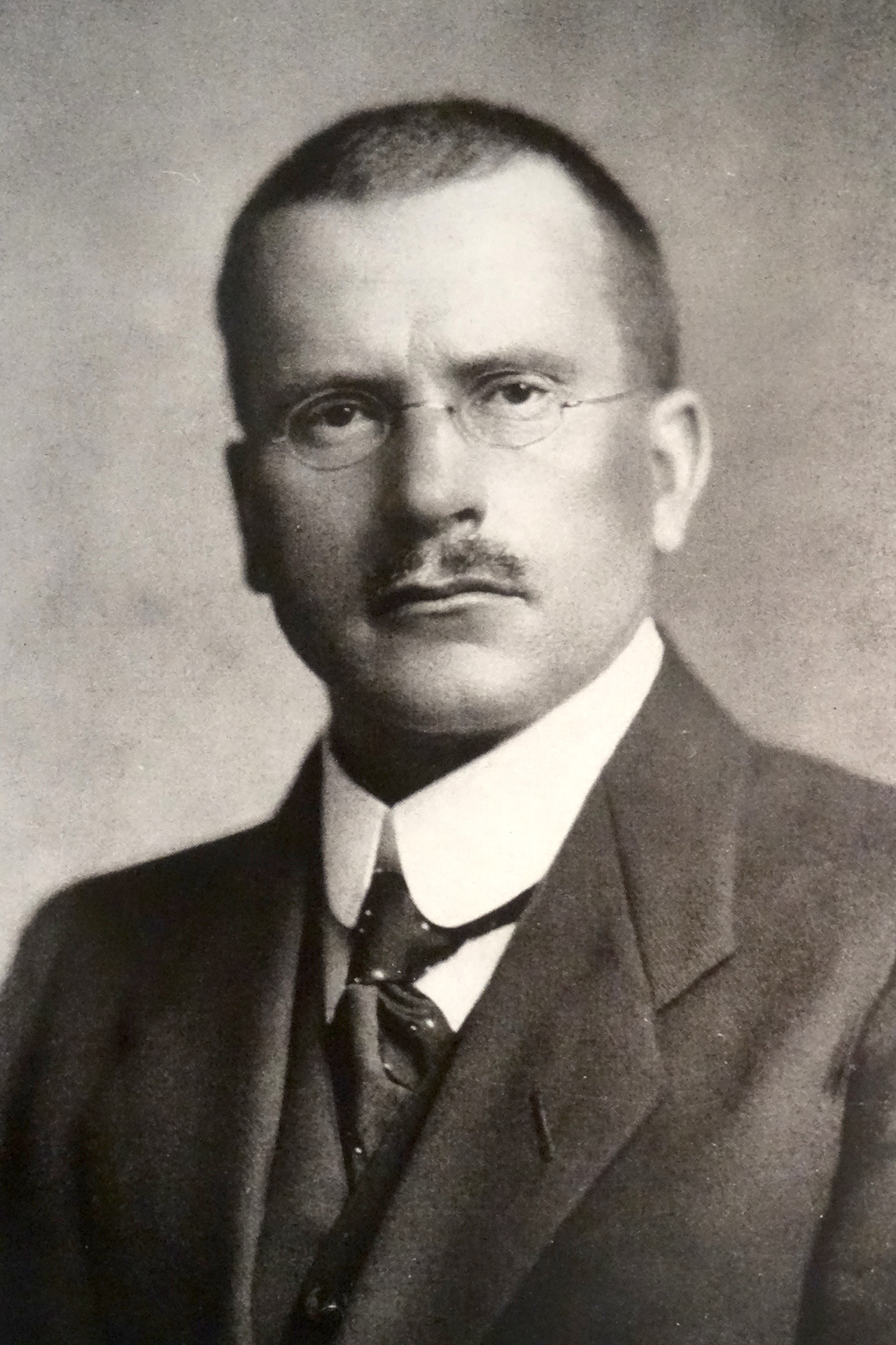
Map of the Soul: 7 theo chủ đề dựa trên học thuyết tâm lý của Carl Jung (ảnh) – mặt nạ, bóng tối và cái tôi.

Sau khi phát hành mini album thứ sáu, Map of the Soul: Persona (2019), BTS đã dành một "khoảng thời gian dài nghỉ ngơi và thư giãn" giữa chuyến lưu diễn Love Yourself World Tour của họ để "nạp năng lượng và chuẩn bị thể hiện lại mình với tư cách là những nhạc sĩ và những người sáng tạo" và để "tận hưởng cuộc sống của những người trẻ ở độ tuổi 20". Trước thông báo chính thức của Map of the Soul: 7, các nhà báo và người hâm mộ âm nhạc đã suy đoán rằng Map of the Soul sẽ là một chuỗi album và các album sắp tới sẽ được đặt tên theo chủ đề tâm lý học phân tích — Persona, Shadow và Ego. RM sau đó xác nhận rằng album ban đầu được dự định là một phần của chuỗi album cho đến khi nhóm thay đổi kế hoạch và trải qua kì nghỉ dài hạn. Anh nhận xét, "Chúng tôi nghĩ rằng, 'Tại sao chúng ta không kết hợp chúng thành một album?' Shadow có nghĩa là vết thương của chúng ta và Ego là chấp nhận số phận của chúng ta. Vì vậy, 7 là một tiêu đề rất thích hợp vì chúng tôi đã trở lại sau bảy tháng." Trước khi phát hành album, Map of the Soul: 7 đã được chọn là một trong những album được mong đợi nhất năm 2020 bởi Billboard, Rolling Stone, Vogue, Vulture và nhiều người khác.

## Âm nhạc và lời bài hát
Map of the Soul: 7 là phần tiếp theo của mini album, Map of the Soul: Persona trước đó của họ, dựa trên Jung's Map of the Soul của Murray Stein. Album mở rộng các chủ đề và khái niệm về tâm lý con người — "mặt nạ", "bóng tối" và "cái tôi", đồng thời ghi dấu lại chặng đường và sự trưởng thành của nhóm trong 7 năm kể từ khi ra mắt. Bao gồm 20 bài hát với 15 bài hát mới và 5 bài hát từ album trước của họ, với kỷ lục album phòng thu dài nhất của họ. Nói về quá trình sáng tạo của album, Suga nói rằng, "Chúng tôi mất nhiều thời gian hơn một chút và đây là album phòng thu đầu tiên của chúng tôi sau một thời gian dài. Nhưng sản xuất album không chỉ là tạo ra âm nhạc. Chúng tôi có các bài hát, có vũ đạo và rất nhiều yếu tố khác đi kèm với nó, vì vậy nó đã mất một khoảng thời gian." Được BTS miêu tả là "mang tính cá nhân sâu sắc", Map of the Soul: 7 mang tính chất tự tham chiếu cho thấy nhóm có cái nhìn sâu sắc hơn để chia sẻ những câu chuyện cá nhân thông qua âm nhạc của họ.
Map of the Soul: 7 được mô tả là một album nhạc pop, R&B, và hip-hop kết hợp âm hưởng của rock, trap và EDM trong nhịp điệu và quá trình sản xuất của nó. Nó khám phá một loạt các phong cách và thể loại âm nhạc khác bao gồm emo rap, rap-rock, pop-rock, latin pop, pop-rap, electropop, disco-funk, synth-pop và afro pop. Nhạc cụ thông qua bản ghi được cung cấp bởi dây đàn guitar và trống. Vì vậy, khái niệm của album đa dạng với các bản rap, ballad tình cảm nhịp độ chậm và âm nhạc theo phong cách prog. Về mặt ca từ, album đề cập đến các chủ đề phản ánh, nội tâm và con đường chấp nhận bản thân. Trong một cuộc phỏng vấn với Zach Sang, Suga giải thích rằng, "Một thông điệp xuyên suốt toàn bộ album là bạn phải đối mặt với cái bóng bên trong của mình, nhưng không được chìm sâu vào nó."
Khi nói đến album này, nó được gọi là [Map of the Soul:] 7. Chúng tôi đã làm việc cùng nhau trong 7 năm, có 7 thành viên trong nhóm của chúng tôi. Nó không chỉ đơn thuần là nguồn cảm hứng, album này còn chứa đựng những câu chuyện của chúng tôi.— Suga chia sẻ về tên của album, Variety.

### Bài hát
Map of the Soul: 7 mở đầu với bài hát solo "Intro: Persona", một bài hát hip hop và trap, do RM thể hiện. Nó lấy mẫu "Intro: Skool Luv Affair" từ mini album Skool Luv Affair năm 2014 của nhóm và sử dụng guitar, "đoạn riff" và auto-tune trong quá trình sản xuất. Bản nhạc sử dụng echoing backdrop để tạo ra âm thanh retro tương tự như các tác phẩm của nhóm nhạc người Mỹ Beastie Boys. RM đã rap mạnh mẽ những câu hát trên âm thanh của guitar trong nhạc rock, "điệp khúc cao độ" và các bản mẫu của Game Boy. Về mặt ca từ, bài hát đề cập trực tiếp đến nguyên mẫu của Jung và cho thấy RM đang cố gắng trả lời câu hỏi, "Tôi là ai?" AllMusic nói rằng bài hát "đi sâu vào cuộc đấu tranh giữa bóng tối bên trong và hình ảnh bên ngoài được chăm chút cẩn thận." Bài hát kế tiếp, "Boy with Luv" là một bài hát bubblegum-pop, nu-disco và electropop vui tươi và vui nhộn, với disco, EDM, funk, synths và pop trong thập niên 80. Bài hát có sự góp giọng của nữ ca sĩ người Mỹ Halsey, người biểu diễn chủ yếu phần điệp khúc và hook của bài hát. Là một bài hát song song với bài hát "Boy In Luv" năm 2014 của nhóm, lời bài hát nói về việc tìm kiếm hạnh phúc và niềm vui trong những điều nhỏ nhặt nhất trong cuộc sống.
Bài hát R&B, "Make It Right" do ca sĩ người Anh Ed Sheeran đồng sáng tác. Được thúc đẩy bởi synthesizers, nhóm sử dụng giọng hát falsetto và belting, hát những câu "với cường độ gần như nghẹt thở." Quá trình sản xuất còn bao gồm tiếng kèn lặp lại xuyên suốt bài hát được so sánh với âm thanh của những năm 00 trong "1 Thing" của Amerie và "Let Me Love You" của Mario. The New York Times nhấn mạnh rằng bài hát "có một số cử chỉ nhẹ nhàng đặc trưng của [Sheeran], nhưng BTS thể hiện chúng với sự phức tạp." Bài hát thứ tư, "Jamais Vu" là bài hát phụ đầu tiên trong album do các thành viên Jungkook, J-Hope và Jin thể hiện. Thuộc thể loại ballad, lời bài hát của "Jamais Vu" nói về cảm xúc khi một thứ gì đó quen thuộc trở nên xa lạ một cách kỳ lạ. Được RM mô tả là "niềm vui và nỗi đau khi tạo ra thứ gì đó", bài hát thứ năm "Dionysus" được lấy tên từ vị thần rượu nho của Hy Lạp. Thuộc thể loại rap rock, synth-pop và hip hop, "Dionysus" bao gồm nhiều đoạn hook, trap và tiếng trống kép ở đoạn điệp khúc của phần kết thúc. Đặc trưng với "những lời tán dương" của Jin trong suốt bài hát, nó được thúc đẩy bởi nhạc cụ rock, trong đó BTS sử dụng "nốt cao", "câu rap giận dữ" và "giọng hát tự động điều chỉnh".  Về mặt ca từ, bài hát nói về cương vị ngôi sao, di sản và tính toàn vẹn nghệ thuật bằng cách sử dụng việc uống rượu như một phép ẩn dụ cho mong muốn tạo ra nghệ thuật lâu dài của nhóm. Noah Yoo của Pitchfork đã so sánh bài hát với đĩa đơn "Swimming Pools (Drank)" năm 2012 của Kendrick Lamar, cũng là "một bài hát về chứng nghiện rượu" và mô tả "Dionysus" là "một khoảnh khắc nội tâm hiện sinh được ngụy trang như một người bắt đầu bữa tiệc."
Bài hát thứ sáu trong album là bài hát solo "Interlude: Shadow" do Suga thể hiện, đây là bài hát giới thiệu trong mini album đầu tay, O!RUL8,2? (2013) của BTS. Bản nhạc rap emo bắt đầu với nhịp điệu trung bình trong sự sắp xếp của guitar điện. Trong lời bài hát, Suga đã rap về nỗi sợ hãi và bất an đi kèm với sự nổi tiếng và thành công. Rob Sheffield của Rolling Stone gọi đây là "một ví dụ điển hình về sức mạnh đỉnh cao của BTS: một khoảnh khắc nhạc pop mang lại cảm giác vừa riêng tư vừa mang tính phổ quát cao". "Black Swan" là một bản nhạc hip hop cảm xúc sử dụng nhạc cụ từ nhịp trống trap và giai điệu guitar phong cách lo-fi độc đáo. Nó cũng có tính năng rap đám mây và có một hook hấp dẫn. Đặt trong một sự sắp xếp của các nhạc cụ âm sắc, lời bài hát thú nhận nỗi sợ mất đi niềm đam mê âm nhạc. Nó được coi là đĩa đơn chính thức đầu tiên của album. NME gọi nó là "một đường cong đầy ám ảnh, u sầu" đi chệch "khỏi sự lựa chọn tức thì, thân thiện với đài phát thanh", đặt "tính nghệ thuật lên trước sự hấp dẫn của đại chúng". "Filter" là một bài hát latin pop-esque do Jimin thể hiện, với những khía cạnh khác nhau của anh ấy trong tư cách con người. "My Time" do Jungkook thể hiện là một bài hát R&B ấn tượng về việc đánh mất đi những trải nghiệm tuổi thanh xuân vì sự nghiệp của mình. Billboard ghi nhận việc sử dụng các đoạn guitar "gritty" trong bài hát, thêm hiệu ứng rock nhẹ vào bài hát. Được đồng sáng tác bởi Troye Sivan, "Louder Than Bombs"  là một bản ballad electropop với âm thanh trap. Nó có tính năng hòa âm nhịp điệu và giọng falsetto được dẫn dắt bởi âm trầm.
Đĩa đơn chính "On" của album là một bản hip hop sôi động, ồn ào mở đầu bằng màn đánh trống sôi động theo phong cách nhóm diễu hành và kết hợp hòa âm hợp xướng và nhịp điệu trap. Tên bài hát liên quan đến đĩa đơn "N.O." năm 2013 của BTS. Lời bài hát "Can't hold me down/ ‘Cuz you know I’m a fighter" và "bring the pain on" nhấn mạnh chủ đề của album là chiến đấu chống lại bóng tối, chấp nhận lỗi lầm và tiến về phía trước. Variety mô tả đây là "một lời khích lệ đối với người hâm mộ của họ, nhưng cũng là sự kính trọng đối với sự nghiệp của chính họ." "UGH" là một bản hip hop đặc trưng, do dàn rapper của nhóm thể hiện (RM, J-Hope và Suga) bày tỏ sự tức giận của họ đối với những kẻ thù ác ý trong bối cảnh những đoạn riff "đặc trưng" của Đông Á, dây turbulent, hiệu ứng súng và plinking synths. Bài hát được so sánh với các tác phẩm của Outkast và Travis Scott. "00:00 (Zero O'Clock)" là một bản ballad nhẹ nhàng do dàn vocal của nhóm thể hiện (Jin, Jungkook, V và Jimin) và có các giọng falsetta nhẹ nhàng, hòa âm giọng hát và nhịp điệu trap. Về mặt ca từ, đó là nhắc nhở mọi người hãy luôn vui vẻ cho dù họ đang trải qua điều gì và mỗi ngày là một khởi đầu mới. "Friends" là một bản pop-rock với nhịp điệu calypso và được thể hiện bởi Jimin và V. Ca khúc khắc họa tình bạn thân thiết của họ qua lời bài hát vui tươi. "Inner Child" do V thể hiện, là một bài hát sâu rộng, bay bổng, chứa đầy những phép ẩn dụ về thiên thể nói về những khoảng thời gian đầy thử thách mà anh ấy phải đối mặt. "Moon" của Jin là một bản pop-rock và âm thanh guitar, bày tỏ tình yêu dành cho người hâm mộ của họ. "Respect" là một bài hát pop-rap có sự góp mặt của RM và Suga. "We Are Bulletproof: The Eternal" là phần tiếp theo của bài hát "We Are Bulletproof: Part 2" năm 2013 của BTS Bản ballad piano mang âm hưởng điện tử trầm lắng tóm tắt toàn bộ hành trình của "Bangtan Sonyeondan". Album kết thúc với màn solo "Outro: Ego"của J-Hope, gồm các bản mẫu trong album đầu tay, 2 Cool 4 Skool năm 2013. Bài hát sử dụng âm thanh afrobeat trong quá trình sản xuất. Lời bài hát cho thấy anh ấy suy ngẫm về sự nghiệp của mình và những quyết định và khó khăn mà anh ấy phải đối mặt. Bài hát kết thúc bằng một nốt nhạc tuyên bố về cái tôi.

## Bìa album
Bản đồ thương hiệu, tác phẩm nghệ thuật và thiết kế album của Map of the Soul: 7 tập trung vào con số 7 được xếp chồng theo từng lớp, được thiết kế bởi studio đồ họa Sparks Edition để đại diện cho hành trình dài 7 năm của BTS. Bản sắc và cá tính của mỗi thành viên BTS được thể hiện bằng một kiểu chữ khác nhau trong nhãn hiệu phân lớp. Bốn thiết kế khác nhau của nhãn hiệu được thiết kế để đi kèm với các bức ảnh khái niệm của mỗi phiên bản album.
BTS đã phát hành 4 phiên bản album cho Map of the Soul: 7 chứa các bức ảnh khái niệm khác nhau. Phiên bản 1 cho thấy nhóm mặc trang phục màu trắng, mô tả các thành viên như những con thiên nga với "mong muốn hoàn hảo". Trong một chủ đề đen tối hơn, phiên bản 2 miêu tả họ như những thiên thần sa ngã với đôi cánh đen tuyền, ám chỉ đến đĩa đơn "Black Swan" duy nhất của họ và đại diện cho "cơn khát không thể vượt qua". Phiên bản 3 cho thấy họ đang ngồi trong một bữa tiệc sang trọng của Dionysian, cầm những chén thánh bằng vàng, truyền đạt "cảm giác kêu gọi và ý chí". Phiên bản 4 nổi bật như một sự tương phản hoàn toàn với các chủ đề tối hơn trước đó và được thực hiện theo cách của những bức ảnh kỷ yếu. Nó tập trung vào tính cách của từng thành viên miêu tả "con người thật của họ."

## Phát hành và quảng bá

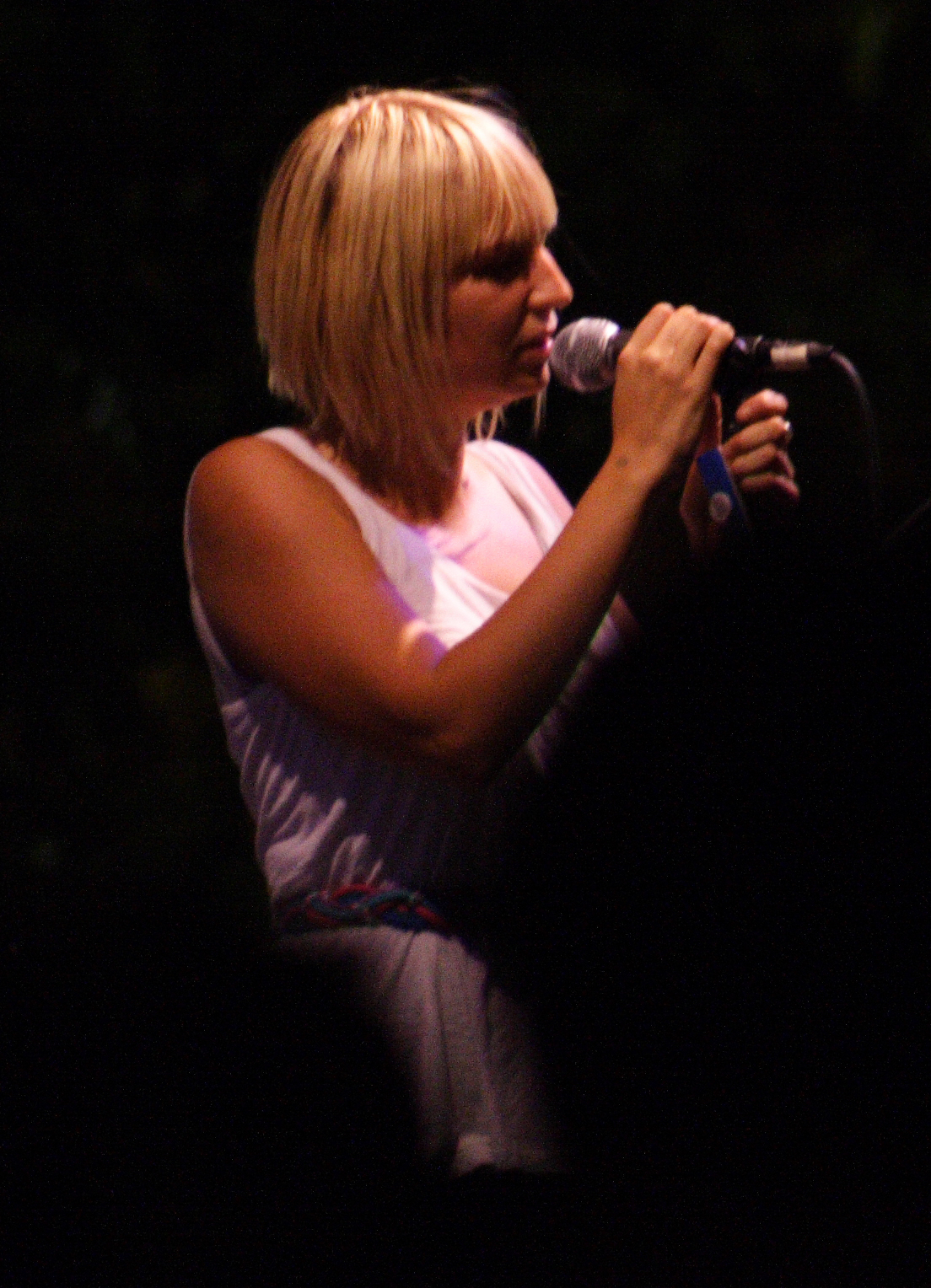
Nhạc sĩ người Úc Sia (ảnh) đã góp giọng trong phiên bản kỹ thuật số của bài hát chủ đề "On".

Vào ngày 7 tháng 1 năm 2020, nhóm thông báo rằng album sẽ được gọi là Map of the Soul: 7, với các đơn đặt hàng trước bắt đầu từ ngày 9 tháng 1. Một "bản đồ trở lại" cho album đã được phát hành vào ngày 8 tháng 1 tiết lộ lịch trình được chia thành bốn các giai đoạn. Bản đồ bao gồm nhiều ngày, bao gồm cả ngày phát hành cho hai đĩa đơn của album. Vào ngày 9 tháng 1, nhóm đã phát hành "trailer trở lại" chính thức cho album của mình, mang tên "Interlude: Shadow", do thành viên Suga thể hiện. "Black Swan", được công bố là đĩa đơn đầu tiên của album, được phát hành vào ngày 17 tháng 1 năm 2020, và ra mắt ở vị trí số 57 trên bảng xếp hạng Billboard Hot 100 của Hoa Kỳ và vị trí số 46 trên bảng xếp hạng đĩa đơn chính thức của Vương quốc Anh. Đĩa đơn cũng đạt vị trí số 7 trên bảng xếp hạng kỹ thuật số Gaon và vị trí số 2 trên bảng xếp hạng doanh số bài hát kỹ thuật số của Hoa Kỳ. Nó được hỗ trợ bởi hai video âm nhạc. Video ca nhạc đầu tiên ở dạng "phim nghệ thuật" có màn trình diễn múa diễn giải của vũ đoàn múa MN Dance Company hiện đại người Slovenia. Video âm nhạc chính thức thứ hai của BTS biểu diễn trong một nhà hát sang trọng sau đó đã được phát hành trên YouTube vào ngày 4 tháng 3 năm 2020 mà không có bất kỳ thông báo trước nào. Nhóm đã biểu diễn bài hát lần đầu tiên trên The Late Late Show with James Corden vào ngày 28 tháng 1. Nhóm đã phát hành đoạn giới thiệu trở lại thứ hai có bài hát "Outro: Ego" của J-Hope vào ngày 2 tháng 2. Từ ngày 9 tháng 2 đến ngày 12 tháng 2, nhóm đã phát hành một bộ sưu tập bao gồm 4 bộ ảnh khái niệm khác nhau, "mang đến cho người hâm mộ những hiểu biết mới về những gì cần mong đợi từ album", theo Matt Moen của Paper. Vào ngày 17 tháng 2, nhóm đã tiết lộ danh sách bài hát, bao gồm 20 bài hát, với 5 bài hát đầu tiên được phát hành trước đó trong Map of the Soul: Persona. Album cũng bao gồm một phiên bản khác của bài hát chủ đề "On" hợp tác với ca sĩ người Úc, Sia, như bài hát thứ hai mươi của album dành riêng cho phiên bản kỹ thuật số. Vào ngày 20 tháng 2, một ngày trước khi album được phát hành, Big Hit đã tiết lộ thông tin chi tiết về các bài hát. Vào ngày 21 tháng 2, một đoạn clip dài 30 giây của đĩa đơn chủ đạo "On" đã được phát hành trên TikTok, 12 giờ trước khi bài hát được phát hành. TikTok được cho là đã bị sập trong giây lát do một lượng lớn người hâm mộ cố gắng truy cập và cũng là nguồn cảm hứng cho một thử thách nhảy. Cùng ngày, BTS đã tổ chức "Comeback Special" trên V Live phát sóng từ New York, vài giờ trước khi album phát hành.
Mười tháng sau khi phát hành Map of the Soul: Persona (2019), Map of the Soul: 7 được phát hành trên toàn thế giới vào ngày 21 tháng 2 năm 2020 bởi Big Hit Entertainment kết hợp với một video âm nhạc thiên về vũ đạo có tựa đề "Kinetic Manifesto Film: Come Prima" cho bài hát chủ đề "On". Video âm nhạc đã thu về 46,5 triệu lượt xem trong ngày đầu tiên phát hành, trở thành video được xem nhiều thứ năm trên YouTube trong 24 giờ đầu tiên. Video âm nhạc chính thức thứ hai cho "On" đã được phát hành vào ngày 27 tháng 2. Với 1,54 triệu người xem trực tiếp trong vòng vài phút sau khi phát hành, nó đã phá kỷ lục về lượt xem trực tiếp nhiều nhất mọi thời đại trên YouTube và trở thành video tiếng Hàn nhanh nhất trên YouTube đạt 10 triệu lượt xem. Video âm nhạc đã thu hút được 43,8 triệu lượt xem trong ngày đầu tiên, vượt qua "Look What You Made Me Do" của Taylor Swift, trở thành video được xem nhiều thứ bảy trên YouTube trong 24 giờ đầu tiên. Về mặt thương mại, "On" ra mắt ở vị trí số 4 trên bảng xếp hạng Billboard Hot 100 với 86,000 lượt tải xuống và 18,3 triệu lượt phát trực tuyến tại Hoa Kỳ, đánh dấu tuần bán hàng lớn nhất của BTS cho một bài hát. Bài hát là đĩa đơn xếp hạng cao nhất của nhóm trên bảng xếp hạng và top 5 đầu tiên của họ, sau "Boy with Luv" kết hợp với Halsey đạt vị trí số 8 và "Fake Love" đạt vị trí số 10, khiến BTS trở thành nghệ sĩ Hàn Quốc đầu tiên có nhiều bản hit nhất trong top 10 trên bảng xếp hạng Billboard Hot 100. Nó cũng đứng đầu bảng xếp hạng bảng xếp hạng bài hát kỹ thuật số của Billboard và bảng xếp hạng kỹ thuật số Gaon.
Sau khi phát hành album, nhóm đã biểu diễn "On" lần đầu tiên tại phòng chờ chính của Grand Central Station trong chương trình The Tonight Show Starring Jimmy Fallon, và được mô tả là "một trong những tập phim có chi phí sản xuất cao nhất" của chương trình. BTS cũng xuất hiện trên The Late Late Show With James Corden, Today Show của NBC, Fresh Out của MTV và The Tonight Show Starring Jimmy Fallon. Tại Hàn Quốc, BTS đã tổ chức một cuộc họp báo toàn cầu tại Seoul, vào ngày 24 tháng 2 năm 2020 để quảng bá album. Trong hai tuần tiếp theo, BTS đã xuất hiện nhiều lần trên các chương trình âm nhạc của Hàn Quốc, bao gồm Music Bank của KBS, M Countdown của Mnet và Inkigayo của SBS để biểu diễn đĩa đơn "Black Swan" và "On".

### Connect, BTS
Vào tháng 1 năm 2020, BTS và Big Hit Entertainment đã ra mắt "Connect, BTS", trước khi phát hành Map of the Soul: 7. "Connect, BTS" là một dự án nghệ thuật công cộng toàn cầu với sự tham gia của 22 nghệ sĩ đương đại tại 5 thành phố: Luân Đôn, Berlin, Buenos Aires, Seoul và New York. Các phòng trưng bày ở những thành phố này sẽ tổ chức các sự kiện nghệ thuật trong suốt tháng 1 cho đến cuối tháng 3. Theo trang web chính thức của "Connect, BTS", dự án được phát triển bởi các giám tuyển quốc tế, những người "cộng hưởng với triết lý của BTS" và "nhằm mục đích xác định lại mối quan hệ giữa nghệ thuật và âm nhạc, vật chất và phi vật chất, nghệ sĩ và khán giả của họ, nghệ sĩ và nghệ sĩ, lý thuyết và thực hành." Dự án bắt đầu vào ngày 14 tháng 1 tại phòng trưng bày Serpentine ở Luân Đôn với sự ra mắt của "Catharsis", một tác phẩm tái tạo kỹ thuật số về một khu rừng cổ của nghệ sĩ người Đan Mạch, Jakob Kudsktylesnsen. Các tác phẩm khác sẽ bao gồm một "bức vẽ trong không gian" trên cầu Brooklyn ở New York của nhà điêu khắc người Anh Antony Gormley bằng cách sử dụng 11 km ống nhôm. Ở Argentina, theo BBC, Tomás Saraceno sẽ "thả trôi" một khinh khí cầu chạy bằng năng lượng mặt trời. Tại Seoul, Dongdaemun Design Plaza sẽ có các tác phẩm sắp đặt của nghệ sĩ người Anh, Ann Veronica Janssens và nghệ sĩ người Hàn Quốc, Yiyun Kang, sẽ "hình dung lại những động tác vũ đạo đặc trưng của BTS" trong một chương trình nghệ thuật biểu diễn có tên "Rituals of Care" với 17 nghệ sĩ khác được tổ chức tại Martin-Gropius-Bau của Berlin.

### Chuyến lưu diễn
Vào ngày 21 tháng 1 năm 2020, BTS chính thức công bố chuyến lưu diễn thế giới thứ tư mang tên Map of the Soul Tour nhằm quảng bá cho Map of the Soul: Persona và Map of the Soul: 7. Chuyến lưu diễn được bắt đầu vào ngày 25 tháng 4 năm 2020 tại sân vận động Levi's ở Hoa Kỳ nhưng đã bị hủy bỏ sau khi buổi  đầu tiên ở Seoul bị hủy bỏ do đại dịch COVID-19.

## Đánh giá chuyên môn
| Đánh giá chuyên môn  | Đánh giá chuyên môn |
| Điểm trung bình      | Điểm trung bình     |
| Nguồn                | Đánh giá            |
| -------------------- | ------------------- |
| AnyDecentMusic?      | 7.6/10              |
| Metacritic           | 82/100              |
| Nguồn đánh giá       |                     |
| Nguồn                | Đánh giá            |
| AllMusic             | [ 52 ]              |
| Clash                | 8/10                |
| Consequence of Sound | B+                  |
| Exclaim!             | 8/10                |
| The Independent      | [ 2 ]               |
| The Line of Best Fit | 10/10               |
| NME                  | [ 23 ]              |
| Pitchfork            | 6.3/10              |
| Rolling Stone        | [ 1 ]               |
| Variety              | 9.2/10              |

Map of the Soul: 7 đã nhận được sự hoan nghênh rộng rãi từ các nhà phê bình. Tại Metacritic, nơi chỉ định xếp hạng chuẩn hóa trong số 100 cho các bài đánh giá từ các ấn phẩm chính thống, album nhận được điểm trung bình là 82, dựa trên 12 bài đánh giá, cho thấy "sự hoan nghênh toàn cầu". AnyDecentMusic? cho điểm 7,6 trên 10, dựa trên đánh giá của họ về sự đồng thuận quan trọng.
Rob Sheffield từ Rolling Stone đã gọi Map of the Soul: 7 là "album ấn tượng nhất từ trước đến nay của BTS", thể hiện khả năng thuần thục của các phong cách nhạc pop khác nhau, ca ngợi những âm thanh đa dạng và rộng khắp truyền tải liên kết qua album. Viết cho Clash, Deb Aderinkomi cũng ca ngợi sự đa dạng về âm thanh của album, nói rằng, "mặc dù âm thanh của album có phạm vi rộng, nó giữ được sự liên tục thông qua lời bài hát và cảm xúc chung." Sophia Simon-Bashall của The Line of Best Fit đã mô tả album là "một album ấn tượng, thú vị và cảm động với cách sản xuất khéo léo" và kết luận tích cực rằng album là "một bức thư tình gửi đến nỗi đau, cho những bóng tối đang sống trong chúng ta. [...] Nó nhắc nhở rằng ở đâu có bóng tối, có ánh sáng và luôn có thể tìm thấy nó." Neil Z.Yeung của AllMusic ca ngợi ý tưởng và sản xuất của album, viết rằng "họ biến các xu hướng đương đại từ thế giới hip hop, pop và dance thành một trải nghiệm độc đáo phù hợp của BTS." August Brown của Los Angeles Times đã viết rằng, album nói về "việc trở thành một nhóm nhạc, về những mối quan hệ hình thành và được thử thách trong cái chết của sự nổi tiếng điên cuồng" cùng với "thứ âm nhạc đen tối nhất, kỳ lạ nhất nhưng phù hợp nhất và đầy tham vọng mà BTS đã tạo ra." Ông nhận xét rằng bản thu âm đề cập đến "nguồn gốc của họ là một nghệ sĩ hip hop, [...] nhưng được tiếp nhận bởi những âm thanh mờ ám, cứng nhắc ngày nay và được củng cố bởi mọi thứ họ đã học được trong những năm qua với tư cách là một ngôi sao nhạc pop".
Viết cho NME, Rhian Daly coi Map of the Soul: 7 "là một album chứa đầy những ý tưởng lớn, niềm tin mạnh mẽ và cảm xúc không được bảo vệ." Đánh giá cho The Independent, Roisin O’Connor đã gọi album là "một tấm thảm tuyệt đẹp" trong đó "các chủ đề lặp lại nói lên tính hai mặt, trong đó chúng tạo nên vô số cảm xúc". Chris DeVille của Stereogum đã so sánh Map of the Soul: 7 với White Album của The Beatles, nói rằng,"7 là một cái gì đó giống như White Album rất riêng của BTS, một bộ sưu tập được tổ chức với nhau ít bằng âm thanh gắn kết hơn là sự hội tụ quen thuộc của các cá tính." Corey van den Hoogenband của Exclaim! đã mô tả nó như một album "theo nghĩa đen được viết cho — và đến — các thành viên và người hâm mộ", trong đó "nhóm đã đưa ra quyết định có ý thức để thử nghiệm và trao cho bản thân nhiều hơn [...] tập trung vào chính xác điều khiến BTS trở nên đặc biệt là các thành viên." Tamar Herman của Billboard đã tóm tắt lại album là "một khung cảnh âm thanh tươi sáng, một lễ kỷ niệm cho mọi thứ BTS đã trở thành". Jochan Embley của Evening Standard đã khen ngợi album là "một bộ sưu tập hoàn hảo, với ca từ hay và màn trình diễn đáng ngưỡng mộ."

### Giải thưởng
| Nhà xuất bản         | Danh sách                                         | Vị trí | Nguồn   |
| -------------------- | ------------------------------------------------- | ------ | ------- |
| The Atlantic         | 16 album xuất sắc nhất năm 2020                   | —      | [ 111 ] |
| Cleveland            | Album xuất sắc nhất năm 2020                      | 28     | [ 112 ] |
| Consequence of Sound | 50 album xuất sắc nhất năm 2020                   | 12     | [ 113 ] |
| NME                  | 50 album xuất sắc nhất năm 2020                   | 44     | [ 114 ] |
| Popcrave             | 40 album hàng đầu năm 2020                        | 27     | [ 115 ] |
| PopCrush             | 25 album xuất sắc nhất năm 2020                   | —      | [ 116 ] |
| PopSugar             | 50 of the Best Albums to Drop in 2020             | 28     | [ 117 ] |
| Rolling Stone        | 50 album xuất sắc nhất năm 2020                   | 16     | [ 118 ] |
| Rolling Stone India  | 10 album K-pop xuất sắc nhất năm 2020             | 1      | [ 119 ] |
| SC                   | Album xuất sắc nhất năm 2020                      | —      | [ 120 ] |
| SCMP                 | 15 album K-pop xuất sắc nhất năm 2020             | 1      | [ 121 ] |
| Uproxx               | Album nhạc Pop xuất sắc nhất năm 2020 cho đến nay | 15     | [ 122 ] |

| Năm  | Giải thưởng             | Hạng mục                      | Kết quả   | Nguồn   |
| ---- | ----------------------- | ----------------------------- | --------- | ------- |
| 2020 | Genie Music Awards      | Album của năm                 | Đoạt giải | [ 123 ] |
| 2020 | Melon Music Awards      | Album của năm                 | Đoạt giải | [ 124 ] |
| 2020 | Mnet Asian Music Awards | Album của năm                 | Đoạt giải | [ 125 ] |
| 2020 | People's Choice Awards  | Album của năm 2020            | Đoạt giải | [ 126 ] |
| 2021 | Gaon Chart Music Awards | Album của năm – quý 1         | Đoạt giải | [ 127 ] |
| 2021 | Gaon Chart Music Awards | Album bán lẻ của năm          | Đoạt giải | [ 127 ] |
| 2021 | Golden Disc Awards      | Album của năm (Daesang)       | Đoạt giải | [ 128 ] |
| 2021 | Golden Disc Awards      | Album xuất sắc nhất (Bonsang) | Đoạt giải | [ 128 ] |
| 2021 | Japan Gold Disc Awards  | Album xuất sắc nhất (châu Á)  | Đoạt giải | [ 129 ] |
| 2021 | Korean Music Awards     | Album của năm                 | Đề cử     | [ 130 ] |
| 2021 | Korean Music Awards     | Album nhạc Pop xuất sắc nhất  | Đề cử     | [ 130 ] |
| 2021 | Seoul Music Awards      | Album xuất sắc nhất           | Đoạt giải | [ 131 ] |
| 2021 | Seoul Music Awards      | Giải thưởng Bonsang           | Đoạt giải | [ 131 ] |

## Diễn biến thương mại 
Theo Dreamus, nhà phân phối của Map of the Soul: 7, lượng đặt trước album đã vượt 3,42 triệu bản trong 6 ngày đầu tiên của giai đoạn đặt hàng trước, vượt qua kỷ lục của chính nhóm với 2,68 triệu bản của Map of the Soul: Persona. Vào ngày 6 tháng 2, Forbes báo cáo rằng album đã vượt qua 4 triệu đơn đặt hàng trước trên toàn thế giới. Đến ngày 18 tháng 2, đơn đặt hàng trước album đã vượt hơn 4,02 triệu bản.
Map of the Soul: 7 ra mắt ở vị trí số 1 trên bảng xếp hạng Billboard 200 của Hoa Kỳ với 422,000 đơn vị album, bao gồm 347,000 đơn vị album thuần túy, trở thành album quán quân thứ tư của BTS trong nước và là con số tuần đầu tiên cao nhất trong số các album của BTS tại Hoa Kỳ cho đến nay. Nó cũng đánh dấu doanh số tuần đầu tiên lớn nhất cho một album vào năm 2020, và duy trì kỷ lục cho đến khi After Hours của The Weeknd được phát hành vào ngày 20 tháng 3. Album đã bán chạy hơn 6 album có thứ hạng cao nhất tiếp theo trên Billboard 200 cộng lại. Đĩa đơn chính của album, "On" ra mắt ở vị trí số 4 trên Billboard Hot 100 với 86,000 lượt tải xuống và 18,3 triệu lượt phát trực tuyến tại Hoa Kỳ, đánh dấu tuần bán hàng lớn nhất của BTS cho một bài hát.  Bài hát là đĩa đơn xếp hạng cao nhất của nhóm trên bảng xếp hạng và top 5 đầu tiên của họ, sau "Boy with Luv" với Halsey đạt vị trí số 8 và "Fake Love" đạt vị trí số 10, khiến BTS trở thành nghệ sĩ Hàn Quốc có bản hit top 10 nhiều nhất trên Hot 100. Tại Canada, album ra mắt ở vị trí số một với 23.000 đơn vị tương đương album, trở thành album đứng đầu bảng xếp hạng thứ ba của nhóm sau Love Yourself: Answer và Map of the Soul: Persona.
Tại Hàn Quốc, album đã đứng đầu bảng xếp hạng album Gaon, mang lại cho BTS vị trí số 1 thứ mười ba. Album đã bán được hơn 2,65 triệu bản trong 6 giờ đầu tiên và ghi kỷ lục 3,37 triệu bản trong tuần đầu tiên phát hành, đạt doanh số tuần đầu tiên cao nhất trong lịch sử bảng xếp hạng Hanteo và vượt qua kỷ lục trước đó là 2,13 triệu bản với Map of the Soul: Persona, nó bán chạy hơn 19 album tiếp theo bán chạy nhất năm 2020 cộng lại. Trong vòng 9 ngày kể từ ngày phát hành album, Map of the Soul: 7 đã bán được 4,1 triệu bản, đánh dấu mức tiêu thụ cao nhất của một album đạt được trong một tháng và hơn một năm duy nhất trong lịch sử bảng xếp hạng album Gaon, vượt qua doanh số hàng tháng và hàng năm của Map of the Soul: Persona và đưa nó trở thành album bán chạy nhất trong lịch sử Hàn Quốc. Đây cũng là album tiếng Hàn đầu tiên bán được hơn 4 triệu bản kể từ khi bảng xếp hạng Gaon được thành lập. Vào tháng 4, nó trở thành album đầu tiên được chứng nhận là "Quadruple Million" bởi Gaon kể từ khi chứng nhận được triển khai vào năm 2018, BTS là nghệ sĩ duy nhất đạt được điều này. Sau khi phát hành Map of the Soul: 7, BTS đã trở thành nghệ sĩ bán chạy nhất mọi thời đại tại Hàn Quốc với tổng cộng 20,32 triệu bản album đã được bán.
Tại Nhật Bản, album trở thành quán quân thứ năm của nhóm, bán được hơn 370.000 bản trong tuần phát hành. Nó đã được chứng nhận Bạch kim bởi Hiệp hội Công nghiệp Ghi âm Nhật Bản (RIAJ) vào tháng 2 năm 2020, với 250,000 lô hàng. Tại Vương quốc Anh, album đã đứng đầu bảng xếp hạng album chính thức, mang lại cho nhóm vị trí quán quân thứ hai liên tiếp. Nó đã bán được khoảng 36,000 đơn vị, với 32,000 doanh thu thuần túy. Album được chứng nhận Bạc bởi Cơ quan Ghi âm Anh vì đã bán được hơn 60,000 bản trong nước. Album đã đứng đầu bảng xếp hạng album của Đức, đưa BTS trở thành nhóm nhạc châu Á đầu tiên đứng đầu bảng xếp hạng. Nó ra mắt ở vị trí số 1 trên bảng xếp hạng album của Ireland, đưa BTS trở thành nghệ sĩ Hàn Quốc đạt vị trí số 1 tại quốc gia này. Album ra mắt ở vị trí số 1 trên bảng xếp hạng album ARIA của Úc, trở thành lần ra mắt top 10 thứ năm của BTS và thứ hai liên tiếp sau Map of the Soul: Persona. Tại Pháp, album ra mắt ở vị trí số một trên bảng xếp hạng album SNEP, với 23,502 đơn vị, trở thành album đạt vị trí số 1 tại quốc gia này. Với Map of the Soul: 7, BTS trở thành nhóm nhạc châu Á đầu tiên đứng đầu bảng xếp hạng album tại 5 thị trường âm nhạc hàng đầu thế giới bao gồm Hoa Kỳ, Vương quốc Anh, Nhật Bản, Đức và Pháp.

## Danh sách bài hát
Phỏng theo trang web của Big Hit, và ghi chú của album vật lý.
| STT              | Nhan đề | Sáng tác | Sản xuất                   | Thời lượng |
| ---------------- | --- | --- | -------------------------- | ---------- |
| 1.               | "Intro: Persona" (thể hiện bởi RM)                                                                                      | Hiss Noise RM Pdogg | Hiss Noise                 | 2:54       |
| 2.               | "Boy with Luv" (작은 것들을 위한 시; Jageun geotdeureul wihan si [lit. "A Poem for Small Things"]) (hợp tác với Halsey) | Pdogg RM Melanie Joy Fontana Michel "Lindgren" Schulz "Hitman" Bang Suga Emily Weisband J-Hope Ashley Frangipane                                                                                       | Pdogg                      | 3:49       |
| 3.               | "Make It Right" | Fred Gibson Ed Sheeran Benjy Gibson Jo Hill RM Suga J-Hope | F. Gibson                  | 3:42       |
| 4.               | "Jamais Vu" (thể hiện bởi Jin, J-Hope và Jungkook)                                                                      | Marcus McCoan Owen Roberts Matty Thomson Max Lynedoch Graham Reynolds Camilla Anne Stewart RM J-Hope "Hitman" Bang                                                                                     | Arcades Bad Milk M. McCoan | 3:46       |
| 5.               | "Dionysus" | Pdogg J-Hope Supreme Boi RM Suga Roman Campolo | Pdogg                      | 4:08       |
| 6.               | "Interlude: Shadow" (thể hiện bởi Suga)                                                                                 | Suga El Capitxn Ghstloop Pdogg RM | Suga El Capitxn Ghstloop   | 4:20       |
| 7.               | "Black Swan" | Pdogg RM August Rigo Vince Nantes Clyde Kelly | Pdogg                      | 3:18       |
| 8.               | "Filter" (thể hiện bởi Jimin)                                                                                           | Tom Wiklund Hilda Stenmalm "Hitman" Bang Lee Seu-ran Lutra danke dae Jung Ahn Bok-jin Fallin' Dild Neon Boy                                                                                            | Tom Wiklund                | 3:00       |
| 9.               | "My Time" (시차; Sicha) (thể hiện bởi Jungkook)                                                                         | Sleep Deez RM Jungkook Jayrah Gibson Pdogg Printz Board Richelle Alleyne | Sleep Deez Pdogg           | 3:54       |
| 10.              | "Louder Than Bombs" | Troye Sivan Allie X Leland Bram Inscore RM Suga J-Hope | Bram Inscore               | 3:37       |
| 11.              | "On" | Pdogg RM Rigo Michel Schulz Suga J-Hope Antonina Armato Krysta Youngs Julia Ross | Pdogg                      | 4:06       |
| 12.              | "Ugh!" (욱; Uk) (thể hiện bởi RM, J-Hope và Suga)                                                                       | Supreme Boi Suga RM Hiss Noise J-Hope Icecream Drum | Supreme Boi                | 3:45       |
| 13.              | "00:00 (Zero O'Clock)" (thể hiện bởi Jin, V, Jimin và Jungkook)                                                         | Pdogg RM Jessie Lauryn Foutz Antonina Armato | Pdogg                      | 4:10       |
| 14.              | "Inner Child" (thể hiện bởi V)                                                                                          | Pdogg RM V Ryan Lawrie Max Graham Matthew Thomson Adien Lewis Ellis Miah James F. Reynolds | Arcades                    | 3:53       |
| 15.              | "Friends" (친구; Chingu) (thể hiện bởi V và Jimin)                                                                      | Pdogg Jimin Supreme Boi Adora Martin Sjølie Stella Jang | Pdogg Jimin                | 3:19       |
| 16.              | "Moon" (thể hiện bởi Jin)                                                                                               | Slow Rabbit RM Jin Adora DJ Swivel Candace Nicole Sosa Mikael Daniel Caesar Alex Ludwig Lindell | Slow Rabbit                | 3:29       |
| 17.              | "Respect" (thể hiện bởi RM và Suga)                                                                                     | Hiss Noise Suga RM El Capitxn | Hiss Noise Suga El Capitxn | 3:58       |
| 18.              | "We Are Bulletproof: The Eternal"                                                                                       | DJ Swivel Audien Sunshine (Cazzi Opeia & Ellen Berg) Etta Zelmani RM Will Tanner Gusten Dahlqvist Candace Nicole Sosa Suga J-Hope Elohim Antonina Armato Alexander Magnus Karlsson Alexei Viktorovitch | Audien Henrik Michelsen    | 4:22       |
| 19.              | "Outro: Ego" (thể hiện bởi J-Hope)                                                                                      | J-Hope Hiss Noise Supreme Boi | Hiss Noise                 | 3:16       |
| 20.              | "On" (hợp tác với Sia) (phiên bản kỹ thuật số)                                                                          | Armato Rigo Fontana J-Hope Ross Youngs Schulz Pdogg RM Suga |                            | 4:06       |
| Tổng thời lượng: | Tổng thời lượng: | Tổng thời lượng: | Tổng thời lượng:           | 74:52      |

Ghi chú:
- "On" được viết cách điệu bằng chữ viết hoa.

## Bảng xếp hạng
| Bảng xếp hạng (2020–2021)                | Vị trí cao nhất |
| ---------------------------------------- | --------------- |
| Argentine Albums (CAPIF)                 | 5               |
| Album Úc (ARIA)                          | 1               |
| Album Áo (Ö3 Austria)                    | 1               |
| Album Bỉ (Ultratop Vlaanderen)           | 1               |
| Album Bỉ (Ultratop Wallonie)             | 2               |
| Album Canada (Billboard)                 | 1               |
| Album Cộng hòa Séc (ČNS IFPI)            | 12              |
| Album Đan Mạch (Hitlisten)               | 4               |
| Album Hà Lan (Album Top 100)             | 1               |
| Estonian Albums (Eesti Tipp-40)          | 1               |
| Album Phần Lan (Suomen virallinen lista) | 2               |
| Album Pháp (SNEP)                        | 1               |
| Album Đức (Offizielle Top 100)           | 1               |
| Album Hungaria (MAHASZ)                  | 1               |
| Icelandic Albums (Tónlist)               | 12              |
| Album Ireland (OCC)                      | 1               |
| Album Ý (FIMI)                           | 3               |
| Album Nhật Bản (Oricon)                  | 1               |
| Japan Hot Albums (Billboard Japan)       | 1               |
| Lithuanian Albums (AGATA)                | 1               |
| Album New Zealand (RMNZ)                 | 1               |
| Mexican Albums (AMPROFON)                | 3               |
| Album Na Uy (VG-lista)                   | 2               |
| Album Ba Lan (ZPAV)                      | 1               |
| Album Bồ Đào Nha (AFP)                   | 1               |
| Album Scotland (OCC)                     | 1               |
| Slovak Albums (ČNS IFPI)                 | 22              |
| South Korean Albums (Gaon)               | 1               |
| Album Tây Ban Nha (PROMUSICAE)           | 1               |
| Album Thụy Điển (Sverigetopplistan)      | 3               |
| Album Thụy Sĩ (Schweizer Hitparade)      | 1               |
| Album Anh Quốc (OCC)                     | 1               |
| Album Anh Quốc Independent (OCC)         | 1               |
| US Billboard 200                         | 1               |
| Album Hoa Kỳ Independent (Billboard)     | 1               |
| Album Hoa Kỳ World (Billboard)           | 1               |

| Bảng xếp hạng (2020)               | Vị trí |
| ---------------------------------- | ------ |
| Australian Albums (ARIA)           | 14     |
| Austrian Albums (Ö3 Austria)       | 32     |
| Belgian Albums (Ultratop Flanders) | 24     |
| Belgian Albums (Ultratop Wallonia) | 33     |
| Danish Albums (Hitlisten)          | 87     |
| Dutch Albums (Album Top 100)       | 45     |
| French Albums (SNEP)               | 42     |
| German Albums (Offizielle Top 100) | 12     |
| Hungarian Albums - Rank (MAHASZ)   | 3      |
| Hungarian Albums - Sales (MAHASZ)  | 6      |
| Italian Albums (FIMI)              | 68     |
| Japan Hot Albums (Billboard Japan) | 10     |
| Japanese Albums (Oricon)           | 5      |
| New Zealand Albums (RMNZ)          | 20     |
| Polish Albums (ZPAV)               | 17     |
| Portuguese Albums (AFP)            | 1      |
| South Korean Albums (Gaon)         | 1      |
| Spanish Albums (PROMUSICAE)        | 33     |
| Swiss Albums (Schweizer Hitparade) | 7      |
| UK Albums (OCC)                    | 48     |
| US Billboard 200                   | 20     |
| US Independent Albums (Billboard)  | 2      |

## Chứng nhận và doanh số 
| Quốc gia                                                    | Chứng nhận | Số đơn vị/doanh số chứng nhận |
| ----------------------------------------------------------- | ---------- | ----------------------------- |
| Bỉ (BEA)                                                    | Vàng       | 10.000‡                       |
| Canada                                                      | —          | 31,000                        |
| Đan Mạch (IFPI Đan Mạch)                                    | Vàng       | 10.000‡                       |
| Pháp (SNEP)                                                 | Bạch kim   | 100.000‡                      |
| Hungary (Mahasz)                                            | Vàng       | 3.000‡                        |
| Ý (FIMI)                                                    | Vàng       | 25.000‡                       |
| Nhật Bản (RIAJ)                                             | Bạch kim   | 469,933                       |
| New Zealand (RMNZ)                                          | Vàng       | 7.500‡                        |
| Ba Lan (ZPAV)                                               | Bạch kim   | 20.000‡                       |
| Hàn Quốc (KMCA)                                             | 4× Triệu   | 4,515,669                     |
| Anh Quốc (BPI)                                              | Vàng       | 100.000‡                      |
| Hoa Kỳ (RIAA)                                               | Bạch kim   | 674,000                       |
| Tổng hợp                                                    |            |                               |
| Toàn cầu (IFPI)                                             | —          | 4,800,000                     |
| ‡ Chứng nhận dựa theo doanh số tiêu thụ và phát trực tuyến. |            |                               |

## Lịch sử phát hành
| Quốc gia/Khu vực | Ngày                | Định dạng                              | Hãng đĩa                   | Nguồn   |
| ---------------- | ------------------- | -------------------------------------- | -------------------------- | ------- |
| Toàn quốc        | 21 tháng 2 năm 2020 | Tải kỹ thuật số truyền phát trực tuyến | Big Hit Dreamus            | [ 59 ]  |
| Hàn Quốc         | 21 tháng 2 năm 2020 | CD                                     | Big Hit Dreamus            | [ 232 ] |
| Nhật Bản         | 21 tháng 2 năm 2020 | CD                                     | Big Hit iriver Virgin      | [ 233 ] |
| Bắc Mỹ           | 21 tháng 2 năm 2020 | CD                                     | Big Hit Columbia           | [ 234 ] |
| Châu Âu          | 21 tháng 2 năm 2020 | CD                                     | Big Hit Columbia           | [ 234 ] |
| Áo               | 24 tháng 2 năm 2020 | CD                                     | Big Hit Sony Music Germany | [ 235 ] |
| Đức              | 24 tháng 2 năm 2020 | CD                                     | Big Hit Sony Music Germany | [ 236 ] |
| Thụy Sĩ          | 24 tháng 2 năm 2020 | CD                                     | Big Hit Sony Music Germany | [ 237 ] |